# جزیره کت، باهاما
جزیره کت، باهاما (به لاتین: Cat Island, Bahamas) یک شهرستان در باهاما است که در جزیره کت واقع شده‌است.

## خصوصیات
جزیره کت ۳۸۹ کیلومترمربع مساحت و ۱٬۵۲۲ نفر جمعیت دارد.